# Gary Peters
Gary Charles Peters (ur. 1 grudnia 1958 w Pontiacu) – amerykański polityk.

## Życiorys
Urodził się 1 grudnia 1958 roku w Pontiacu. Ukończył University of Detroit, Wayne State University i Michigan State University. Był oficerem United States Navy, gdzie dosłużył się stopnia komandora porucznika. Pracował w sektorze finansowym, m.in. jako wiceprezes Merrill Lynch i UBS. Następnie podjął pracę akademicką wykładając na swoich macierzystych uczelniach. W latach 90. zasiadał w radzie miejskiej Rochester Hills, a następnie w legislaturze stanowej Michigan. W 2002 roku bezskutecznie ubiegał się o stanowisko stanowego prokuratora generalnego. W 2009 roku został wybrany do Izby Reprezentantów z ramienia Partii Demokratycznej. W 2014 nie ubiegał się o reelekcję, ale został wybrany do Senatu.